# همدان (محافظة)

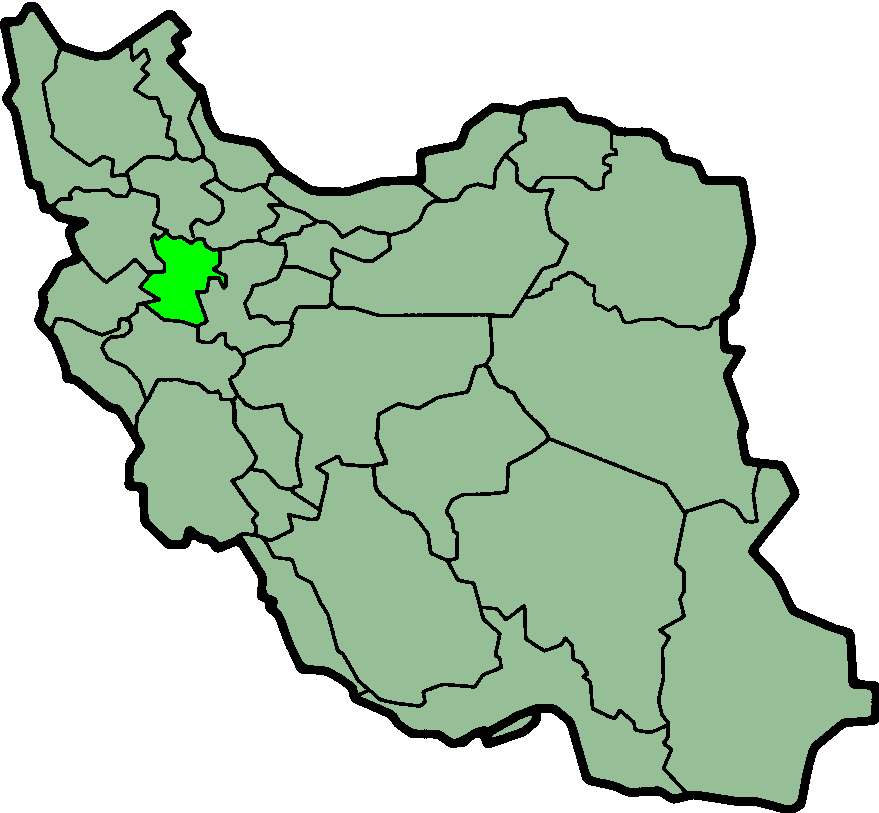

محافظة همدان (بالفارسية: استان همدان) هي إحدى محافظات إيران الأحدی والثلاثين، مركزها مدينة همدان، والتي يذكر هيرودوت تاريخ بنائها في القرن الثامن قبل الميلاد خلال الفترة الوسطى من قبل دياكو. أطلق الميديون على هذه المدينة هكمتانة وهمدان هي الشكل الجديد لهكمتانة. محافظة همدان هي الرابعة عشرة من حيث عدد السكان والثالثة والعشرين من حيث المساحة. بلغ عدد سكانها وفقا لتعداد عام 2016 1,758,268 نسمة.
أكبر مدن هذه المحافظة هي: همدان، ملاير. إقليم همدان بمساحة 20173 كيلومتر مربع، تحدها محافظتي زنجان وقزوين من الشمال، ومحافظة لرستان من الجنوب، ومحافظة مركزي من الشرق، وإقليم كردستان وكرمنشاه من الغرب.
تقع المحافظة بين 33 درجة و59 دقيقة إلى 35 درجة و48 دقيقة شمال خط الاستواء و47 درجة و34 دقيقة إلى 49 درجة و36 دقيقة شرقا خط الطول جرينتش وهي تشمل 9 مدن و25 منطقة و30 مدينة و73 قرية و1210 قرية.

## التقسيمات القطرية
مرکز محافظة همدان هي مدينة همدان. هذه المقاطعة لديها المدن التالية. تم فصل محافظة همدان عن مقاطعة كرمانشاه عام 1352 وأصبحت مقاطعة.

## الوضع الجغرافي للمحافظة
خريطة تضاريس محافظة همدان
تقع المقاطعة في منطقة مرتفعة، مع جبال ألفاند، تمتد من الشمال الغربي إلى الجنوب الغربي. هذه جزء من سلسلة جبال زاغروس في إيران.

## السکان

### دین
معظم سكان المحافظة مسلمون ويتبعون الدين الشيعي. في بعض المناطق، هناك أيضًا ديانات سنية ويارسية، بينما تعيش الأقليات الدينية مثل المسيحيين واليهود والبهائيين أيضًا بأعداد صغيرة. يعتبر قبر استير ومردخاي من أهم العوامل في تشكيل واستمرار وجود الجالية اليهودية في مدينة همدان. هذه المقبرة هي احدى من أهم المزارات اليهودية في إيران والعالم. من بين الأديان غير المعترف بها في الدستور ولكن لها أتباع في محافظة همدان، يمكننا ذكر يارسان (أهل الحق) والبهائيين.

## المجموعات العرقية الرئيسية

المجموعات العرقية الرئيسية التي تعيش في المحافظة
اللغة الفارسية: يعيش سكان اللغة الفارسية في الغالب في المدينة الكبيرة في المقاطعة مثل همدان بنسبة 80٪ وملاير بنسبة 75٪.
الأتراك: يعيش السكان الأتراك في النصف الشمالي من المقاطعة ومدن رزن وكبودرأهانغ وفامينين و  درغزین  و  والبحر وبدرجة أقل أسد آباد و و ملایر  وهمدان.
لر: يعيش معظم هؤلاء الأشخاص في النصف الجنوبي من المقاطعة وفي مدينتي نهاوند بنسبة 70٪ وتويسركان بنسبة 60٪ وعدد قليل في ملاير وهمدان.
لك: يعيش سكان لك في مدن نهاوند وملاير وتويسركان وأسدآباد.
الأكراد: يعيش الأكراد في الغرب والشمال‌الغربي، بما في ذلك أجزاء من مدينتي أسدآباد و، بالقرب من مقاطعتي كرمانشاه وكردستان.
وفقا لإحصاءات المكتب السياسي لمقاطعة همدان، نقلا عن مركز الإحصاء الإيراني، فإن سكان وعرقيات مدن المحافظة هم على النحو التالي:
| المجموعات العرقية مدينة همدان | المجموعات العرقية مدينة همدان | المجموعات العرقية مدينة همدان | المجموعات العرقية مدينة همدان | المجموعات العرقية مدينة همدان |
| ----------------------------- | ----------------------------- | ----------------------------- | ----------------------------- | ----------------------------- |
| قوم                           | قوم                           |                               | النسبة المئوية                | النسبة المئوية                |
| فارس                          | فارس                          |                               | 80%                           | 80%                           |
| ترک                           | ترک                           |                               | 12%                           | 12%                           |
| لر ولک                        | لر ولک                        |                               | 5%                            | 5%                            |
| کرد                           | کرد                           |                               | 3%                            | 3%                            |

| المجموعات العرقية مدينة ملایر | المجموعات العرقية مدينة ملایر | المجموعات العرقية مدينة ملایر | المجموعات العرقية مدينة ملایر | المجموعات العرقية مدينة ملایر |
| ----------------------------- | ----------------------------- | ----------------------------- | ----------------------------- | ----------------------------- |
| قوم                           | قوم                           |                               | النسبة المئوية                | النسبة المئوية                |
| فارس                          | فارس                          |                               | 75%                           | 75%                           |
| لر ولک                        | لر ولک                        |                               | 12%                           | 12%                           |
| ترک                           | ترک                           |                               | 4%                            | 4%                            |
| آخر                           | آخر                           |                               | 9%                            | 9%                            |

| المجموعات العرقية مدينة نهاوند | المجموعات العرقية مدينة نهاوند | المجموعات العرقية مدينة نهاوند | المجموعات العرقية مدينة نهاوند | المجموعات العرقية مدينة نهاوند |
| ------------------------------ | ------------------------------ | ------------------------------ | ------------------------------ | ------------------------------ |
| قوم                            | قوم                            |                                | النسبة المئوية                 | النسبة المئوية                 |
| لر ولک                         | لر ولک                         |                                | 99%                            | 99%                            |
| ترک وکرد                       | ترک وکرد                       |                                | 1%                             | 1%                             |

| المجموعات العرقية مدينة تویسرکان | المجموعات العرقية مدينة تویسرکان | المجموعات العرقية مدينة تویسرکان | المجموعات العرقية مدينة تویسرکان | المجموعات العرقية مدينة تویسرکان |
| -------------------------------- | -------------------------------- | -------------------------------- | -------------------------------- | -------------------------------- |
| قوم                              | قوم                              |                                  | النسبة المئوية                   | النسبة المئوية                   |
| لر ولک                           | لر ولک                           |                                  | اکثراً%                           | اکثراً%                           |
| آخر                              | آخر                              |                                  | 20%                              | 20%                              |

| المجموعات العرقية مدينة اسدآباد | المجموعات العرقية مدينة اسدآباد | المجموعات العرقية مدينة اسدآباد | المجموعات العرقية مدينة اسدآباد | المجموعات العرقية مدينة اسدآباد |
| ------------------------------- | ------------------------------- | ------------------------------- | ------------------------------- | ------------------------------- |
| قوم                             | قوم                             |                                 | النسبة المئوية                  | النسبة المئوية                  |
| فارس                            | فارس                            |                                 | 50%                             | 50%                             |
| کرد                             | کرد                             |                                 | 29%                             | 29%                             |
| ترک                             | ترک                             |                                 | 15%                             | 15%                             |
| لر ولک                          | لر ولک                          |                                 | 4%                              | 4%                              |

| المجموعات العرقية مدينة کبودرآهنگ | المجموعات العرقية مدينة کبودرآهنگ | المجموعات العرقية مدينة کبودرآهنگ | المجموعات العرقية مدينة کبودرآهنگ | المجموعات العرقية مدينة کبودرآهنگ |
| --------------------------------- | --------------------------------- | --------------------------------- | --------------------------------- | --------------------------------- |
| قوم                               | قوم                               |                                   | النسبة المئوية                    | النسبة المئوية                    |
| فارس                              | فارس                              |                                   | 5%                                | 5%                                |
| ترک                               | ترک                               |                                   | 90%                               | 90%                               |
| کردی                              | کردی                              |                                   | 5%                                | 5%                                |

| المجموعات العرقية مدينة رزن | المجموعات العرقية مدينة رزن | المجموعات العرقية مدينة رزن | المجموعات العرقية مدينة رزن | المجموعات العرقية مدينة رزن |
| --------------------------- | --------------------------- | --------------------------- | --------------------------- | --------------------------- |
| قوم                         | قوم                         |                             | النسبة المئوية              | النسبة المئوية              |
| ترک                         | ترک                         |                             | 99.47%                      | 99.47%                      |
| ترکی وکردی، دوزبانه         | ترکی وکردی، دوزبانه         |                             | 0.53%                       | 0.53%                       |

| المجموعات العرقية مدينة بهار | المجموعات العرقية مدينة بهار | المجموعات العرقية مدينة بهار | المجموعات العرقية مدينة بهار | المجموعات العرقية مدينة بهار |
| ---------------------------- | ---------------------------- | ---------------------------- | ---------------------------- | ---------------------------- |
| قوم                          | قوم                          |                              | النسبة المئوية               | النسبة المئوية               |
| فارس                         | فارس                         |                              | 4.5%                         | 4.5%                         |
| ترک                          | ترک                          |                              | 86.3%                        | 86.3%                        |
| کردی                         | کردی                         |                              | 7.9%                         | 7.9%                         |
| لری وکردی                    | لری وکردی                    |                              | 1.3%                         | 1.3%                         |

## عدد السكان
تبلغ مساحة محافظة همدان 19493 كيلومترًا مربعًا، وتغطي 1.2٪ من إجمالي مساحة الدولة، بينما تضم 42.2٪ من إجمالي عدد سكان البلاد. محافظة همدان عام 1390، تم إحصاء 1,758,268 شخصًا. في العام التالي، كانت الأسرة 3.5 شخص، وكانت نسبة الجنس 101، 50.2 في المائة من الذكور، 49.8 في المائة من الإناث ومعدل التحضر 2.59 في المائة. الكثافة النسبية التي تبلغ 88 شخصًا لكل كيلومتر مربع جعلت مدينة همدان واحدة من أكثر المحافظات كثافة سكانية في البلاد. على التوالي، مدن همدان ونهاوند وبهار ذات الكثافة السكانية النسبية 210 و118 و92 نسمة لكل كيلومتر مربع هي المدن الأكثر كثافة سكانية في المقاطعة. تتمتع محافظة همدان بمناخ معتدل، وأراضي ناعمة وخصبة، وسفوح، ومعالجة الكثافة السكانية العالية. لا يتم توزيع السكان بالتساوي في جميع أنحاء المحافظة. كانت مدينة همدان أكثر المدن كثافة سكانية في المحافظة مع 156 شخصًا، وكانت المدينة الأقل سكانًا في المقاطعة فامنين مع 32 شخصًا لكل كيلومتر مربع. من بين أسباب الكثافة السكانية العالية في مدينة همدان، يمكننا أن نذكر المركز الإداري والسياسي للمحافظة، وهجرة هذه المدينة، ومركز الخدمة، والمراكز العلمية والأكاديمية، وظروف العمل الأفضل، والمزيد من الدخل، وما إلى ذلك. الهجرة من المناطق الريفية إلى المناطق الحضرية هي واحدة من أهم القضايا الاجتماعية والاقتصادية في المحافظة. تسببت البطالة ونقص فرص العمل، وانخفاض الدخل في بعض المناطق الريفية، ونقص الأراضي الزراعية، ونقص المرافق ومشاكل الحياة الريفية، والاعتماد على الأسرة في المدينة، وما إلى ذلك في هجرة القرويين إلى مدن المقاطعة أو خارجها. بطبيعة الحال، فإن معدل المواليد في المحافظة مرتفع، ولكن بسبب نقص التنمية الاقتصادية، عانت المقاطعة من الهجرة، لذا فإن مقاطعة همدان هي مقاطعة هجرة. باستثناء مدينة همدان، التي شهدت نموًا سكانيًا إيجابيًا، في مدن أخرى في المحافظة، كان النمو السكاني سلبيًا بين 1375-1385.

### التركيبة السكانية
يبلغ عدد سكان محافظة همدان عام 2020 هو 1722371
يبلغ عدد سكان مقاطعة ملاير 289248 نسمة، ويبلغ عدد سكان مقاطعة نهاوند 176481 نسمة، ويبلغ عدد سكان مقاطعة همدان 696181 نسمة، ويبلغ عدد سكان مقاطعة كبودراهنغ 113859 نسمة، ويبلغ عدد سكان مقاطعة فامنين 37025 نسمة، ويبلغ عدد سكان مقاطعة بهار 115386 نسمة، ويبلغ عدد سكان مقاطعة أسد آباد 96268 نسمة، ويبلغ عدد سكان مقاطعة تويسركان 100001 نسمة.

## اللغات
لغة غالبية سكان محافظة همدان هي اللغة الفارسية. ولغة عاصمة المقاطعة ولغة المقاطعة ذات الصلة هي اللغة الفارسية أيضًا. يشكل المتحدثون بالفارسية غالبية سكان مركز المحافظة (مدينة همدان) ومدينة ملاير ويعتبرون أقدم سكان هذه المنطقة الذين استقروا في هذه الأرض منذ زمن الماديين. في محافظة همدان، تشتهر لغات ولهجات مختلفة، أهمها اللغة الفارسية والأذربيجانية التركية واللورية واللكية والكردية.
يعيش الأتراك الأذربيجانيون بشكل رئيسي في المناطق الشرقية في الشرا والأجزاء الشمالية من المحافظة وفي مدن رزن، كبودر أهنج، بهار وفاملين. أيضا في الأجزاء الشمالية والشرقية والشمالية الغربية والجنوبية من مدينة همدان، مناطق تويسركان وقرى أسد أباد. مدينة همدان يسكنها أيضًا أقلية من الأتراك الأذربيجانيين. يعيش اللور في المدن الجنوبية للمقاطعة، مثل نهاوند وملاير وتويسركان وأسد آباد. يعيش الأكراد أيضًا بشكل رئيسي في أسد آباد.
اللغة الفارسية: يتحدث بها غالبية مدن ومركز المافظة، همدان، وهي اللغة الرسمية لإيران.

اللغة الأذربيجانية: يتحدث معظم الناس الذين يعيشون في الجانب الشمالي والغربي من مدينة همدان اللغة الأذرية باعتبارها لغتهم الأم.(562 قرية محافظة)
لوري: يعيش معظم السكان في جنوب المقاطعة في ملاير ونهاوند وسامن (255 قرية في مقاطعة لوري ولك)
الكردية: يعيش معظم سكان غرب المحافظة.

### لغات المقاطعات
في مدينة همدان، حدد 80٪ من الناس لغتهم بالفارسية، و12٪ أذريون و8٪ لوري، وكردية ولكي. في مقاطعة همدان (التي تضم بشكل رئيسي مدينة همدان)، 70٪ من السكان هم من الفرس، و22٪ من الأذريين، و8٪ لوري، والأكراد، ولكي. في مدينة همدان، حدد 97٪ من الناس لغتهم على أنها فارسية و3٪ لغات أخرى.

## التاريخ
محافظة همدان من أقدم مناطق إيران وحضارتها التاريخية. كما تؤكد آثار هذه المنطقة هذه الحقيقة. همدان اليوم هي ما تبقى من إكباتانا، عاصمة الماديين قبل أن يشكلوا اتحادًا مع الفرس. يقول الشاعر فردوسي أن إكباتانا بناها الملك جمشيد.
وفقًا للسجلات التاريخية، كانت هناك قلعة في هذه المدينة باسم هفت حصار (الجدران السبعة) التي كان بها ألف غرفة وعظمتها تعادل عظم برج بابل.
ترتبط هياكل المدينة بـ دياكو، ملك الماديين من 700 قبل الميلاد. وبحسب السجلات اليونانية، فقد أطلق هذا الملك على هذه المنطقة اسم «إكباتان» و«هكمتانه»، وبالتالي تحولت إلى عاصمة ضخمة.
خلال العصر البارثي، أصبحت طيسفون عاصمة بلاد فارس، وأصبحت همدان العاصمة الصيفية ومقر إقامة الحكام البارثيين. بعد البارثيين، بنى الساسانيون قصورهم الصيفية في همدان أيضًا.
في عام 633 عندما فتحت نهاوند انضمت مدينة همدان في أيدي العرب، ازدهرت أحيانًا وتارة أخرى وشهدت المصاعب. خلال فترة البويهيين، عانى الكثير من الأضرار. في القرن الحادي عشر، نقل السلاجقة عاصمتهم من بغداد إلى همدان مرة أخرى.